# علي خيون
علي خيون حسن، قاص وروائي وكاتب عراقي ولد في بغداد.

## الحياة المُبكرة
بدأ الروائي والكاتب علي خيون موهوباً بفن القصة وانهى دراسته الإبتدائية والإعدادية والجامعية في بغداد ــ العراق.

## المسيرة المهنيَّة
تخرج علي خيون من كلية العلوم السياسية بجامعة بغداد 1983-1984، وبدأ بنشر قصصه القصيرة في الصحف والمجلات العراقية والعربية. عمل محرراً ثقافياً في عدد من الصحف العراقية، وواصل دراسته فحصل على بكلوريوس قانون وبكلوريوس تاريخ. حصل علي خيون على درجة الدكتوراه في التاريخ الحديث والمعاصر بدرجة امتياز، بغداد، 2016، عن اطروحته المطبوعة في عمان، الأردن عام 2017 بعنوان: ”الفكر السياسي للنخبة العسكرية في العراق 1941ـ 1963“.

## مؤلفاته

### قصصه:
(1). قراءة في أوراق الفجر، قصص، وزارة الثقافة، دار الشؤون الثقافية العامة، بغداد، 1978.
(2). رحلة الليل الأخيرة، قصص، وزارة الثقافة، دار الشؤون الثقافية العامة، بغداد، ط1، 1980.
ــ مكتبة التحرير،ط2، بغداد، 1985.
(3). الحداد لا يليق بالشهداء، قصص، وزارة الثقافة، دار الشؤون الثقافية العامة ، بغداد، 1981.
(4). زائر آخر، قصص، وزارة الثقافة، دار الشؤون الثقافية العامة، بغداد، 1984.
(5). أيام في الذاكرة، قصص، وزارة الثقافة، دار الشؤون الثقافية العامة، بغداد، 1987.
(6). الأعماق، قصص، وزارة الثقافة، دار الشون الثقافية العامة، بغداد، 1988.
(7). عيون الحب، قصص، الهيئة المصرية العامة للكتاب، القاهرة، 1989.
(8). تحت سماء زرقاء، قصص، وزارة الثقافة، دار الشؤون الثاقافية العامة، بغداد، 2000.
(9). رؤوس يانعة، قصص، اتحاد الأدباء العرب، دمشق، 2009.
(10). حكاية الفتى البغدادي، قصص، وزارة الثقافة، دار الشؤون الثقافية العامة، بغداد، 2013.
(11). خطوط على لوحة جرداء، قصص، وزارة الثقافة، دار الشؤون الثقافية العامة، بغداد، 2023.
(12). اعترافات امرأة، قصص، دار أهوار للنشر والتوزيع، بغداد، 2024.

### رواياته:
(1). صخب البحر، رواية، وزارة الثقافة، دار الشؤون الثقافية العامة، بغداد، 1982.
(2). حدود النار، رواية، وزارة الثقافة، دار الشؤون الثقافية العامة، بغداد، 1983.
(3). عيون الظلام، رواية، وزارة الثقافة، دار الشؤون الثقافية العامة، بغداد، 1984.
(4). العزف في مكان صاخب، رواية، وزارة الثقافة، دار الشؤون الثقافية العامة، بغداد،ط1، 1988.
ــ  دار الفرقد،ط2، دمشق، 2009.
ــ دار أهوار،ط3، بغداد، 2022.
(5). بلقيس والهدهد، رواية، وزارة الثقافة، دار الشؤون الثقافية العامة، بغداد، ط1، 1995.
ــ  دار التكوين،ط2، دمشق، 2008.
ــ دار أهوار،ط3، بغداد، 2022.
(6). النشور، رواية، وزارة الثقافة، دار الشؤون الثقافية العامة، بغداد، 2000.
(7). سلوة العشاق، رواية، دار نينوى، دمشق، 2009.
(8). رماد الحب، رواية، دار الآداب، بيروت، 2009.
(9). بين قلبين، رواية، وزارة الثقافة، دار الشؤون الثقافية العامة، 2015.
(10). في مديح الحب الأول، دار ضفاف والإختلاف، بيروت، 2017.
(11). ألق عصاك، رواية، دار دجلة، عمان، الأردن، 2018.
(12). كأنها معي، رواية، دار أهوار، بغداد، 2022.
(13). أمطار متأخرة، رواية، الإتحاد العام للإدباء والكتاب في العراق، بغداد، 2024.

## كتب سياسية
- ثورة 8 شباط 1963م طُبع عام 1989م وأثار هذا الكتاب جدلًا في مجلة آفاق عربية حول الصراعات والتحولات التي رافقت فترة الخمسينات والستينات في العراق.
- الفكر السياسي للنخبة العسكرية في العراق 1941ــ 1963، دار دجلة، عمان، الأردن، 2017.[6]

## السينما
- فيلم (صخب البحر)، سيناريو السيناريست العربي صالح مرسي، تمثيل شذى سالم وسها سالم وجلال كامل وميمون الخالدي وغيرهم، اخراج صبيح عبد الكريم، 1982.
- فيلم ( الحب كان السبب) قصة وسيناريو وحوار علي خيون، تمثيل سناء عبد الرحمن وجواد الشكرجي وغيرهم، اخراج عبد الهادي مبارك، 1989.

## روابط خارجية
- علي خيون على موقع قاعدة بيانات الأفلام العربية